# Ong Bak 3.
Az Ong Bak 3. 2010-ben bemutatott thaiföldi harcművészeti film. A  főszerepben Tony Jaa, aki társrendezője is az alkotásnak. A film az Ong Bak 2. – A bosszú folytatása.

## Cselekménye
|  | Alább a cselekmény részletei következnek! |

Az elfogott Tient halálra ítélik, kivégzésének napja előtt brutálisan megkínozzák, eltörik kezét-lábát, és szinte félholtan vonszolják a kivégzésre. Megjelenik azonban egy futár, a király embere, aki közli, hogy a király kegyelmet adott a banditának, és elviszik a félholt férfit, vissza régi tanítómesteréhez, a tánctanár Bua mesterhez, aki már régóta buddhista szerzetes. Tien egykori gyerekkori szerelme, Pim és Bua mester segítségével hosszú és fájdalmas küzdelem árán nyeri vissza fizikai és lelki erejét, hogy szembenézhessen a gonosz Hollószellemmel, aki földi hatalomra vágyik.
|  | Itt a vége a cselekmény részletezésének! |

## Fogadtatás
A film nem talált pozitív fogadtatásra, a kritikusok a történet értelmetlensége mellett hiányolják Jaa akcióit is, az Allrovi szerint például Jaa szinte alig harcol a filmben, jórészt csak táncol, elmélkedik és szenved.